# Westray
Westray (w języku staronordyjskim Vestrey co oznacza zachodnia wyspa; gael. Bheastraigh) – jest jedną z wysp archipelagu Orkadów w Szkocji. Liczy około 550 mieszkańców. Jej główną wsią jest Pierowall, z muzeum prezentującym historię i kulturę, ruinami żeńskiego klasztoru oraz połączeniem promowym z Papa Westray.

## Geografia i geologia
Z powierzchnią 18.2 mil kwadratowych jest szóstą co do wielkości wyspą archipelagu Orkadów. Podstawową formacją skalną jest rodzaj piaskowca zwany Old Red Sandstone, doskonały jako materiał budowlany. Na wyspie nie ma wiele torfu, gleba zaś jest bardzo żyzna.

## Historia
Od czasów najwcześniejszych osad ludzkich, datowanych na ok. 3500 p.n.e., Westray oraz sąsiadująca Papa Westray, jak wierzono, były ze sobą połączone. Wykopaliska z czasów neolitu i epoki brązu w Links of Noltland znajdują się pod opieką instytucji Historic Scotland. Collins Encyclopedia of Scotland pisze jednak, że "większa osada w Noltland na Westray jest w gorszej kondycji" od podobnej lokalizacji na sąsiedniej
Latarnia Noup Head zbudowana została w roku 1898

## Przyroda
Spektakularne klify wokół Noup Head są domem tysięcy ptaków morskich, wliczając w to 60 000 nurzyków i mew trójpalczastych, 30,000 alk oraz wiele nurników i maskonurów. Od roku 1990 nie odnotowano żadnego osobnika szczura śniadego (Rattus rattus), jakkolwiek wcześniej były one obecne. Myszy, oraz podgatunek gryzonia zwany Orkney Vole (występujący tylko na Orkadach) są obecne na Westray po dziś dzień, tak samo jak wydra europejska.

## Galeria

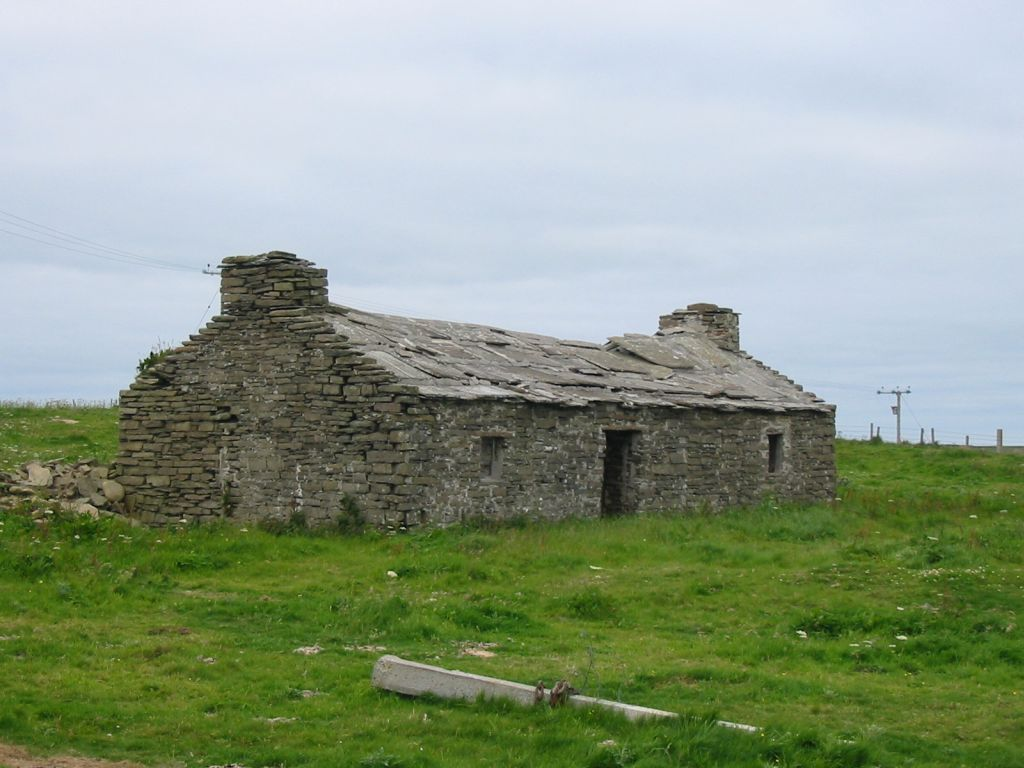
Ruiny domu z tradycyjnym kamiennym dachem
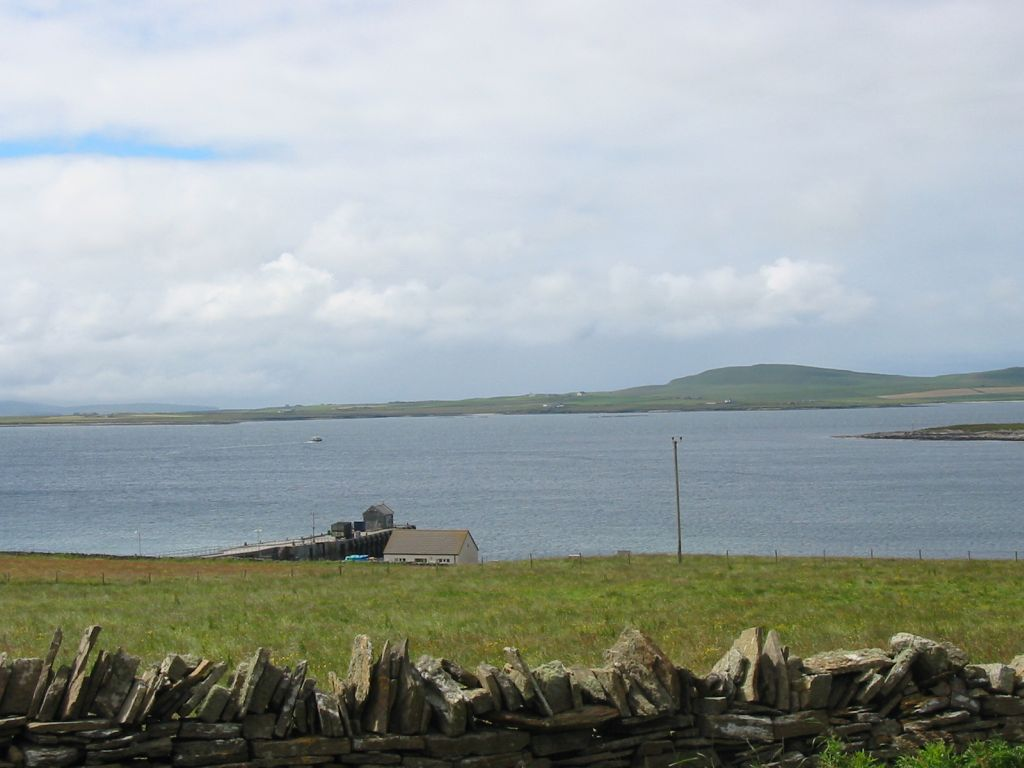
Westray widziana z Papa Westray
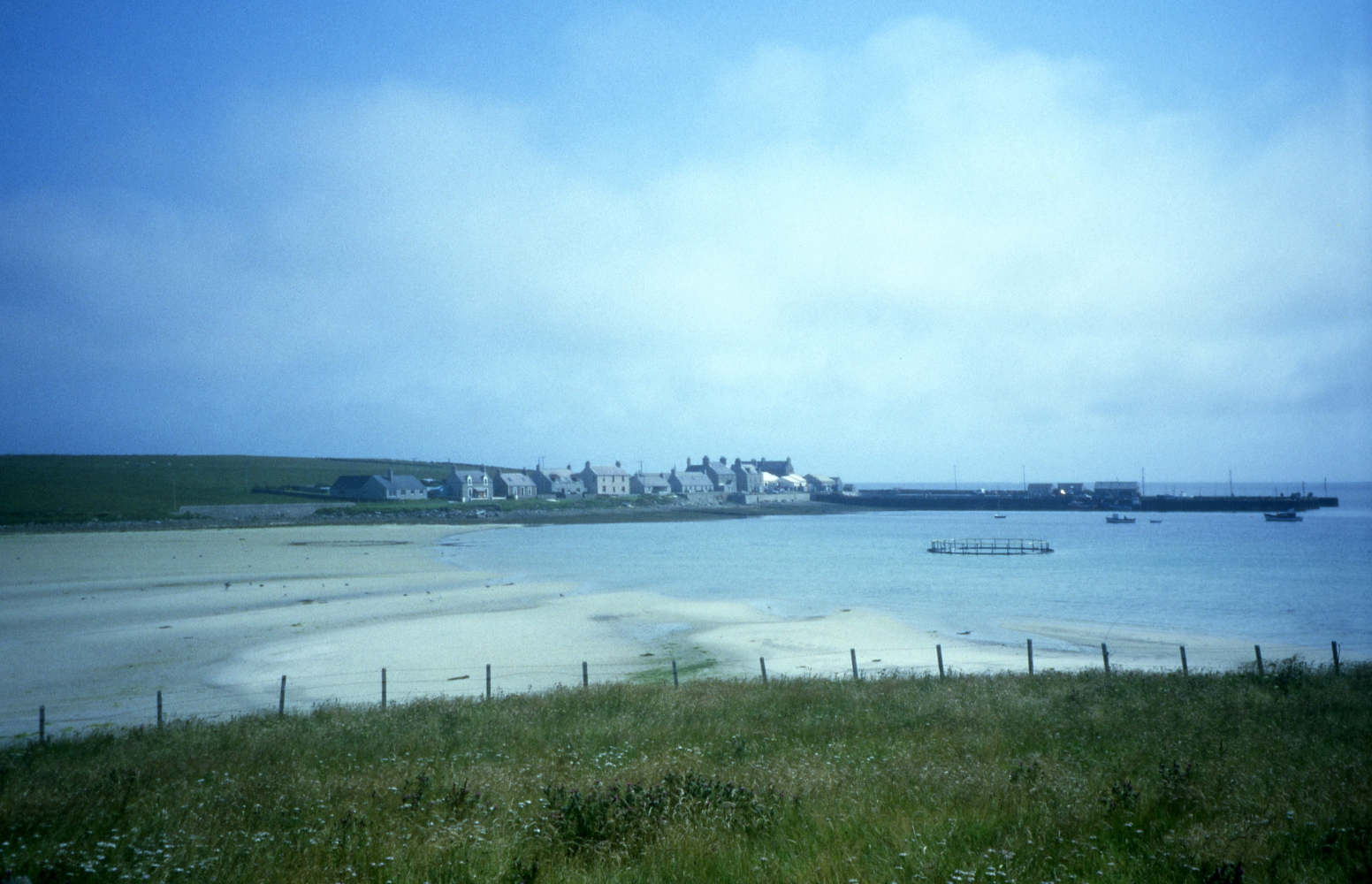
Wioska rybacka
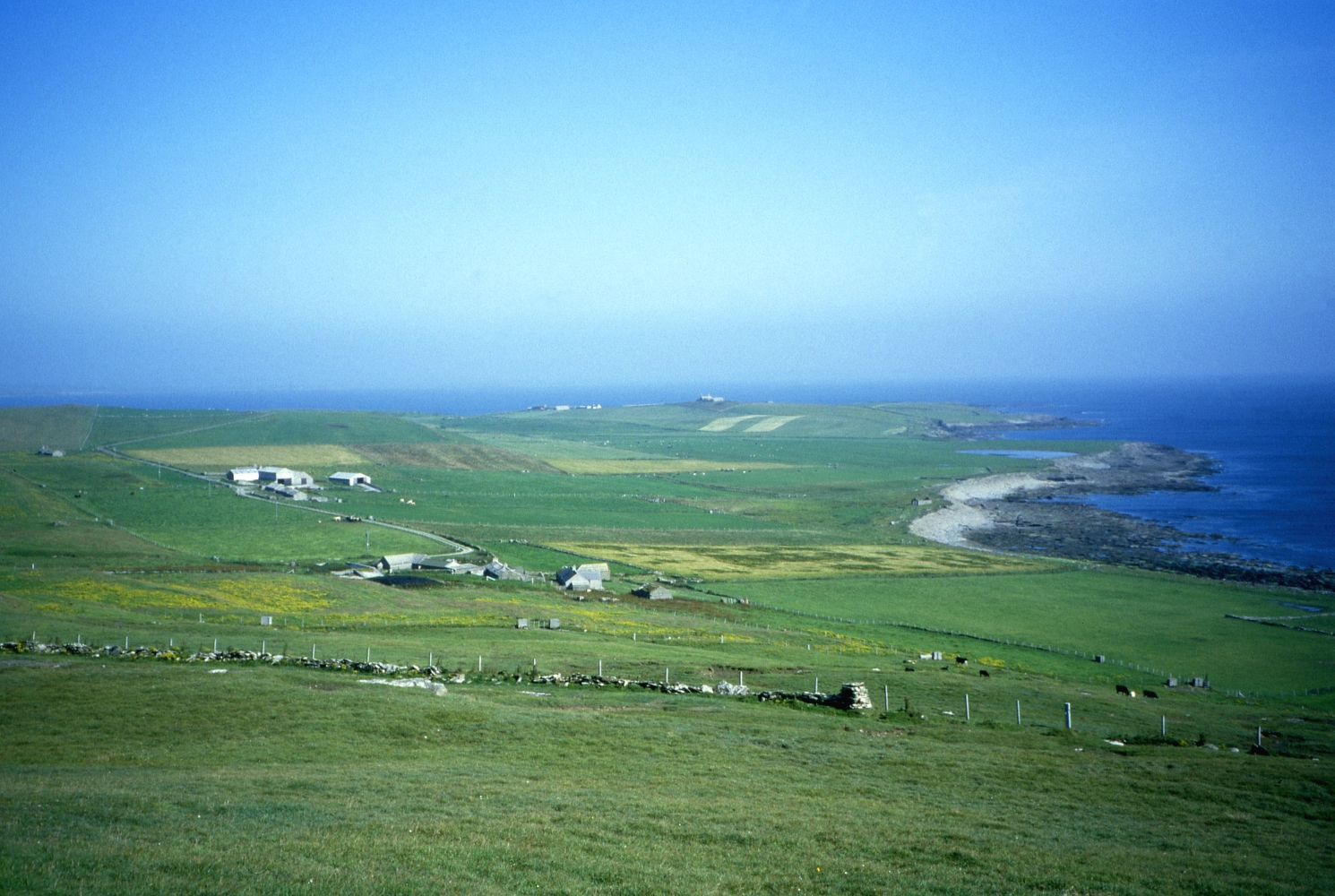
Zachodnia część niedaleko Midbea
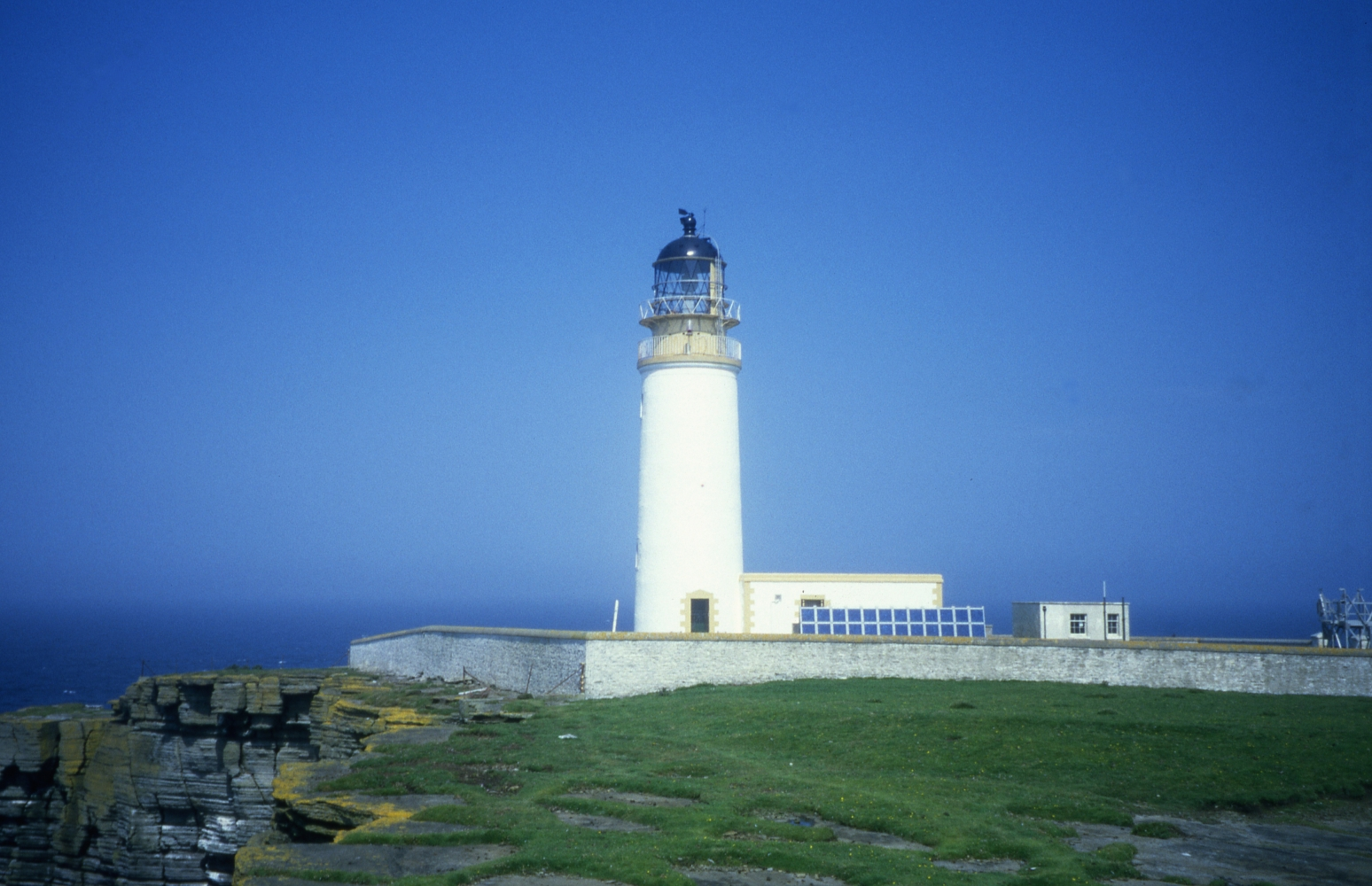
Latarnia nad Noup Head
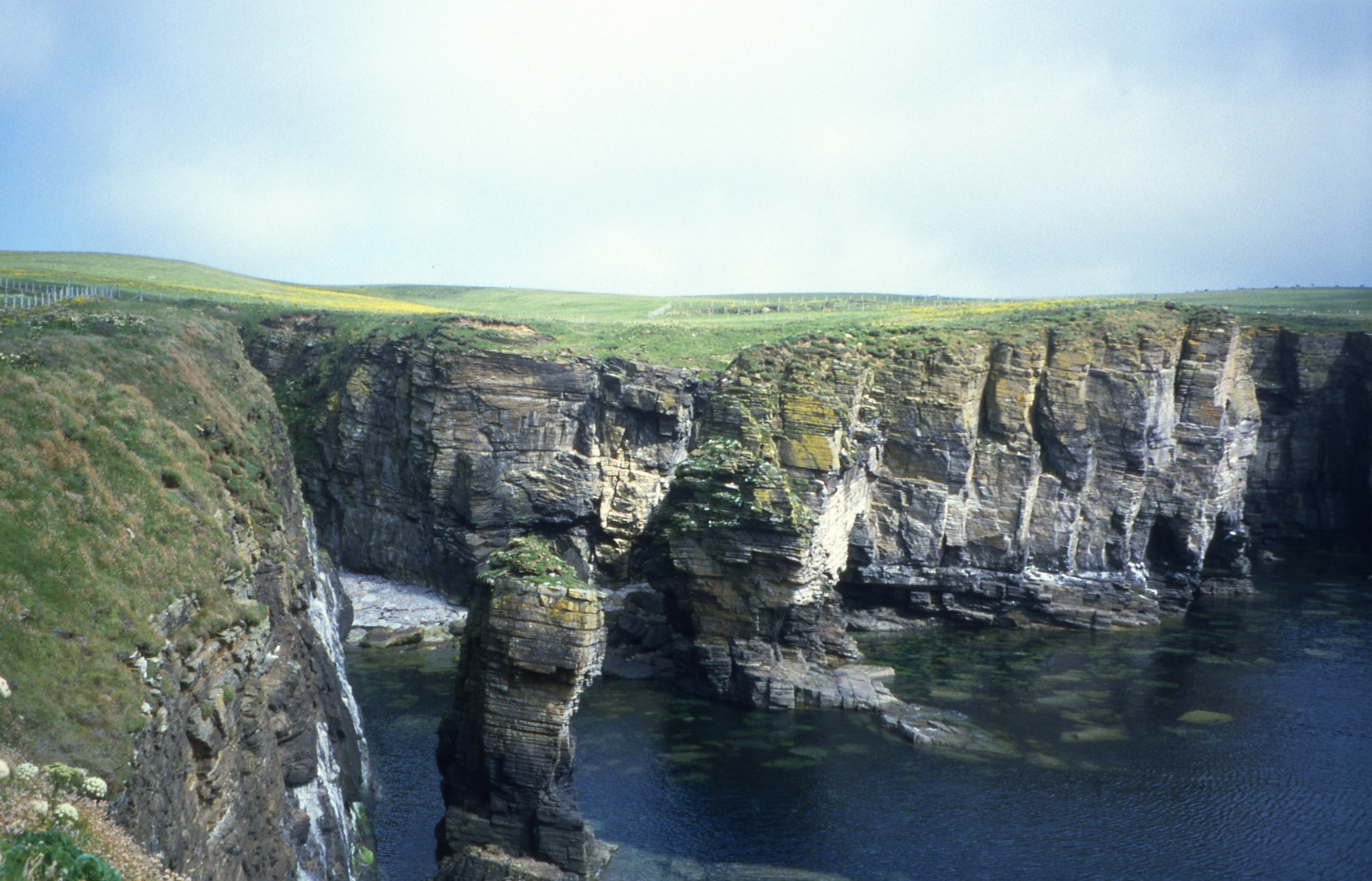
Klify Noup Head
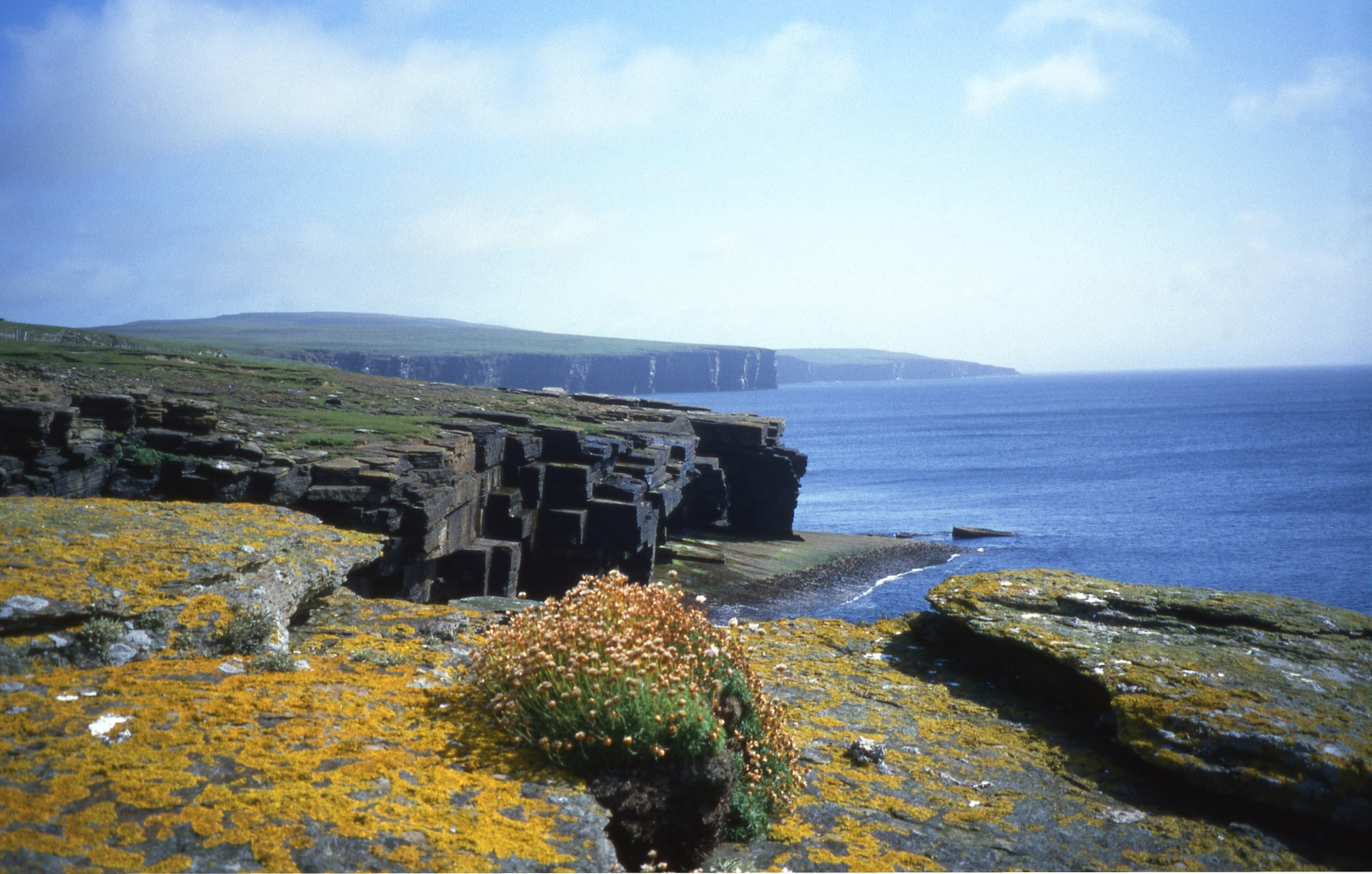
Klify niedaleko Langskaill
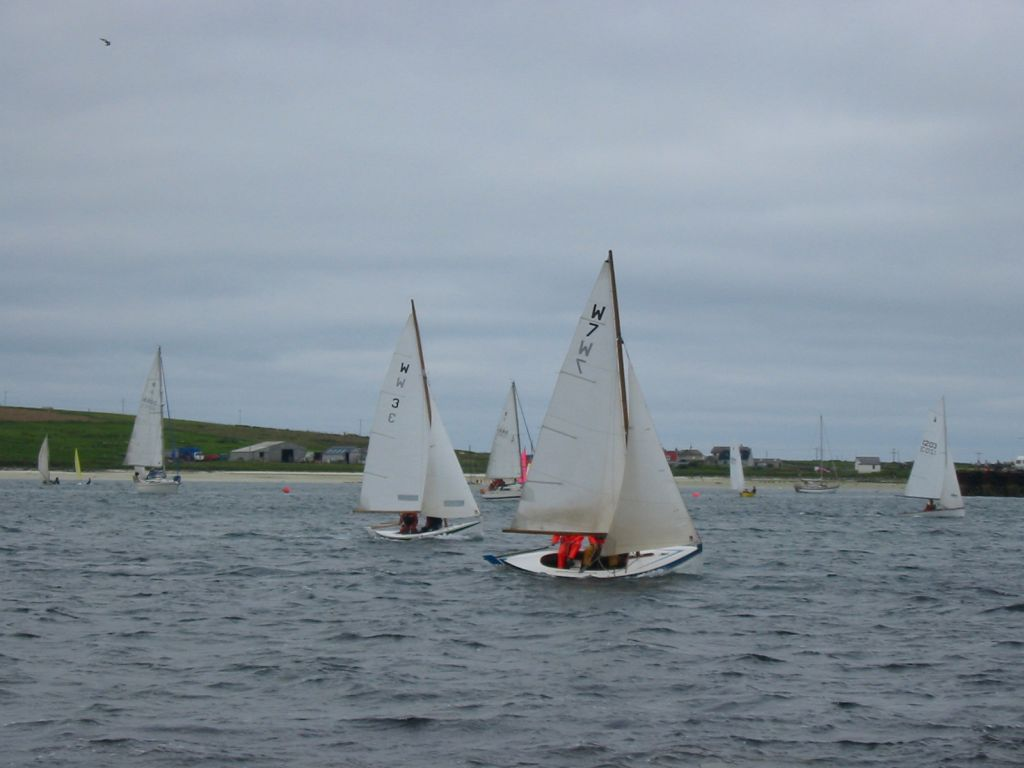
Regaty nad zatoką niedaleko Pierowall